# История Буркина-Фасо
На территории современного Буркина-Фасо с XIV века существовали государства Вогодого, Королевство Ятенга, Тенкодого и Фадан-Гурма. С XIV по XVI век государство Ятенга завоевало часть территорий соседних Мали и Сонгай. В конце XIX началась колонизация земель французскими колонизаторами. В 1895 году ими была разбита армия государства Ятенга, в 1897 году Фадан-Гурма признала протекторат Франции. С 1904 по 1919 год Верхняя Вольта входила во французскую колонию Верхний Сенегал и Нигер, затем выделена в отдельную колонию. В 1958 году страна получила автономию, а в 1960 году обрела независимость, с 1984 года имеет название Буркина Фасо.

## Древняя история и Средние Века
Недавние археологические изыскания, проведённые в Буре (юго-запад Нигера и юго-восток соседней с ним Буркина Фасо) позволили установить существование здесь со II по XII вв. н. э. культуры Бура, относящейся к железному веку. Древнее скопление поселений Бура-Асинда располагается в низовьях долины реки Нигер, включая буркинийский регион Бурапионе. Дальнейшие исследования направлены на то, чтобы выяснить роль этой ранней цивилизации в древней и средневековой истории Западной Африки.
Со времён средневековья до конца XIX века территория Буркина Фасо находилась под властью народа моси. Предполагается, что моси пришли в эти места с севера Ганы, где до сих пор проживает этнически-родственное племя дагомба. На протяжении нескольких столетий крестьяне моси вынуждены были одновременно выполнять роль земледельцев и воинов, поскольку королевства Моси успешно противостояли попыткам насильственного обращения в ислам со стороны мусульманского северо-запада, защищая свои исконные религиозные верования и общественное устройство.

## Французская Верхняя Вольта
Когда в 1896 году на территории утвердились французы, сопротивление моси было окончательно подавлено со взятием их столицы — Уагадугу. В 1919 несколько провинций на территории нынешнего Кот-д'Ивуара были объединены во Французскую Верхнюю Вольту в составе Французской Западной Африки. В 1932 году колония была расформирована в целях экономии, в 1937 году произведено административное укрупнение. После Второй мировой войны моси возобновили свои претензии на получение статуса национальной автономии, и 4 сентября 1947 года Верхняя Вольта как заморская территория Франции в составе Французской Западной Африки была восстановлена.
Пересмотр организации французских прибрежных территорий начался с упоминания в Основном Законе (Loi Cadre) от 23 июля 1956. За этим актом последовали реорганизационные меры, в ходе которых было значительно расширено самоуправление отдельных территорий. 11 декабря 1958 года была образована автономная Республика Верхняя Вольта в составе Французского сообщества под эгидой Франции.
В 1958 Верхняя Вольта выразила желание присоединиться к планировавшейся тогда и существовавшей в 1959—1960 годах Федерации Мали (Мали и Сенегал), однако под давлением соседствующего с ней Берега Слоновой Кости она отказалась от участия в этой федерации.

## Независимая Верхняя Вольта

Флаг Республики Верхняя Вольта

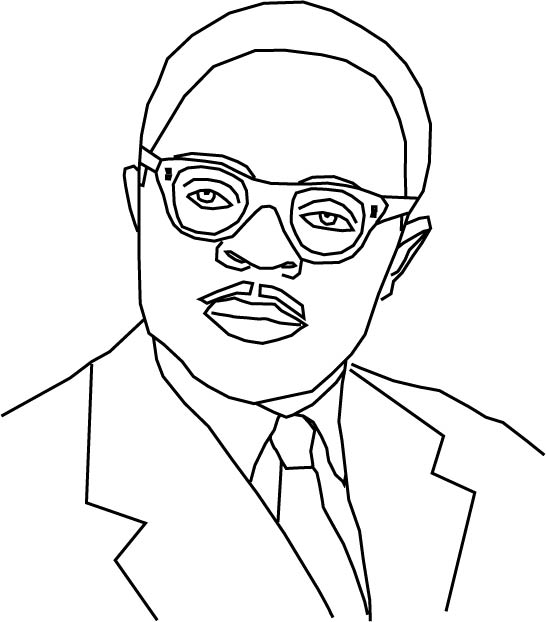
Первый президент Буркина Фасо — Морис Ямеого

Республика Верхняя Вольта была признана независимой с 5 августа 1960 года. Первый президент, Морис Навалагмба Ямеого, возглавлял Вольтийский Демократический Союз (ВДС). Конституция 1960 года предусматривала всеобщее избирательное право, президент и национальное собрание избирались на 5-летний срок. Однако вскоре после прихода к власти Ямеого были запрещены все политические партии, за исключением ВДС. Правительство продержалось у власти до 1966 года, когда массовые демонстрации, забастовки и стачки студентов, рабочих и государственных служащих привели к военному перевороту.
В ходе переворота Ямеого был отстранён от должности, отменена конституция и распущено Национальное Собрание. Генерал-лейтенант Сангуле Ламизана возглавил новое правительство, состоящее из высших армейских чинов. Армия оставалась у власти в течение 4 лет, и 14 июня 1970 года в Вольте была принята новая конституция, предусматривающая 4-летний реабилитационный период перед окончательным переходом к гражданскому самоуправлению. Ламизана оставался у власти на протяжении 1970-х годов, возглавляя как военное, так и смешанное гражданско-военное правительства. После конфликта, вызванного конституцией 1970 года, была написана и в 1977 ратифицирована новая. Ламизана был переизбран в 1978 путём открытых выборов.
Правительство Ламизаны столкнулось с проблемой в лице традиционно могущественных торговых союзов. 25 ноября 1980 года в результате бескровного переворота президент Ламизана был свергнут генералом Сайе Зербо. Зербо организовал Военный Комитет Восстановления и Национального Развития в качестве высшего органа исполнительной власти, отменив конституцию 1977 года.
Генерал Зербо также встретил сопротивление со стороны профсоюзов и был свергнут двумя годами позже, 7 ноября 1982 года майором Жаном-Батистом Уэдраого и Советом Общественного Спасения. Совет продолжил политику запрещения политических партий и организаций, обещая в дальнейшем переход к гражданскому правлению и новую конституцию.
Развивалось ожесточённое противостояние между реформаторами из Совета и радикалами, которых возглавлял капитан Томас Санкара, в январе 1983 года ставший премьер-министром. Интенсивная политическая борьба и левая риторика Санкара привела к его аресту. Были предприняты усилия по его освобождению, координируемые капитаном Блезом Компаоре. Результатом этих усилий стал ещё один военный переворот 4 августа 1983 года.

## Правление Томаса Санкары (1983—1987)

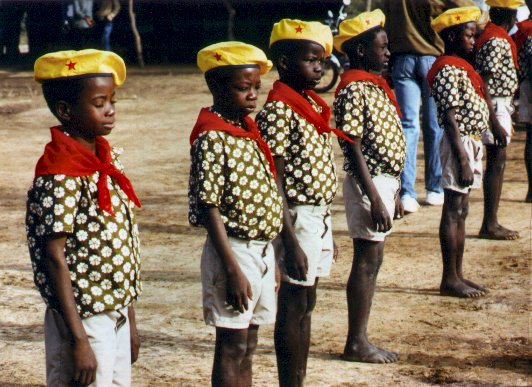
«Пионеры революции» во время революции 1983—1987 гг.

После переворота Томас Санкара провозгласил курс на социальную революцию и возглавил созданный им же Национальный Революционный Совет (НРС). Также были сформированы Комитеты Защиты Революции (КЗР) для «мобилизации масс» и исполнения революционных программ НРС. Истинный состав НРС, который до конца оставался тайной, содержал две небольшие марксистско-ленинистские группы. Фактическая власть в стране принадлежала офицерам левых взглядов: Санкара, Компаоре, Генри Зонго и майор Жан-Батист Лингани. Страна имела хорошие отношения с Советским Союзом. Томас Санкара даже прилетал в Москву для укрепления отношений и изучения сельского хозяйства.
4 августа 1984 года Верхняя Вольта сменила своё название на Буркина-Фасо, что в переводе означает «страна честных людей». Будучи харизматичным лидером, Санкара стремился словом, делом и личным примером дать массам толчок к развитию. В обществе он был популярен и имел репутацию «самого бедного президента», не в последнюю очередь из-за подчёркиваемой близости к народу — например, издал закон об обнародовании доходов всех чиновников, отказался от своей заработной платы президента (около 2000$) и ежемесячно жертвовал её в детский дом, жил на 460 долларов в месяц, не пользовался в своём рабочем кабинете кондиционером, «поскольку народу это недоступно», отказался санкционировать развешивание своих портретов в публичных местах и офисах в связи с тем, что «у нас в стране таких, как я, семь миллионов». За свои взгляды Санкара был прозван «Африканским Че Геварой». Из его вещей после смерти были только: несколько велосипедов, 3 гитары, несколько велосипедов и старый автомобиль.
Внутренняя политика была направлена на предотвращение возможного голода путём создания самодостаточного сельского хозяйства и проведения земельной реформы. Проведена общенациональная кампания по повышению грамотности и вакцинация более 2,5 млн детей против менингита, кори и жёлтой лихорадки, что способствовало снижению детской смертности. Была также проведена кампания по посадке более 10 миллионов деревьев для остановки опустынивания саванны Сахель; удвоению производства пшеницы путём перераспределения земли от крупных землевладельцев к крестьянам; приостановлено действие сельского подушевого налога; запущена программа по модернизации автомобильных и железных дорог чтобы «связать страну воедино». А внешняя политика поддерживала антиколониальное движение и единство африканских стран.
На местном уровне Санкара призвал каждую деревню построить медицинские диспансеры. Более 350 общин построили школы своими силами. Он также поддерживал права женщин и объявил вне закона женское обрезание, насильственные браки и полигамию, назначал женщин на высшие государственные должности и создал женский гвардейский отряд на мотоциклах. Томас боролся с влиянием вождей племён на людей.

## 5-дневная война с Мали
На Рождество 1985 года из-за обострения противоречий с Мали по поводу богатой полезными ископаемыми Агашерской Полосы началась война, продолжавшаяся пять дней и унёсшая жизни около 100 человек. Конфликт был урегулирован при посредничестве президента Берега Слоновой Кости Феликса Уфуэ-Буаньи и получил название «Рождественская война» в Буркина Фасо.
Строгие революционные меры, принимаемые Санкарой, встретили нарастающее недовольство и сопротивление. Несмотря на личную популярность и харизму президента, в претворении революционных идей в жизнь наметились проблемы.

## Правление Блеза Компаоре (1987—2014)

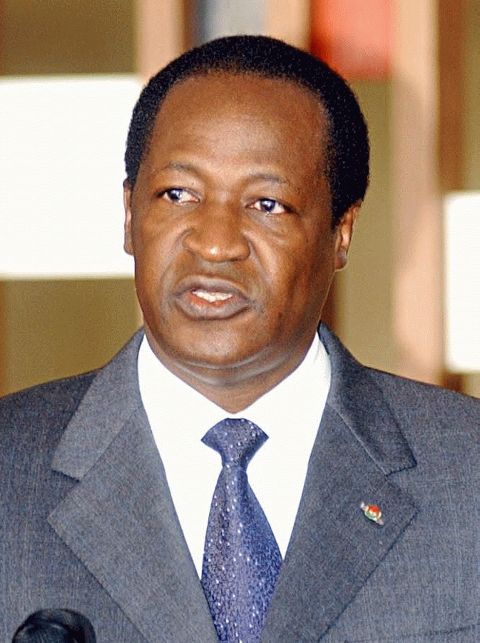
Блез Компаоре

Комитеты Защиты Революции, формировавшиеся вначале как общественные организации, в некоторых районах приняли форму скоплений вооружённых людей, вступающих в столкновения с местными профсоюзами. Напряжение по поводу репрессивной тактики правительства и его абсолютной власти все нарастало. 15 октября 1987 года Санкара был убит в ходе переворота, который привёл к власти капитана Блеза Компаоре.
Компаоре, капитан Анри Зонго и майор Жан-Батист Букари Лингани сформировали Народный Фронт (НФ), который должен был продолжить дело революции, устраняя «отклонения» Санкары от основного курса. Новое правительство, осознавая необходимость в поддержке среднего класса, естественным образом отошло от политики Санкары. В рамках процесса «открытия» страны несколько политических объединений, три из них не марксистские, были приняты под эгиду политической организации, созданной НФ в июне 1989 года.
Некоторые члены левой Организации Народной Демократии (Organisation pour la Démocratie Populaire) были против сотрудничества с не марксистскими группами. 18 сентября 1989, когда Компаоре вернулся из двухнедельной поездки в Азию, Лингани и Зонго были обвинены в подготовке переворота с целью лишить власти Народный Фронт. В ту же ночь они были арестованы и казнены. Компаоре реорганизовал правительство, назначив несколько новых министров, и принял на себя полномочия Министра Обороны и Безопасности. 23 декабря 1989 года служба безопасности президента арестовала около 30 гражданских и военных лиц по подозрению в подготовке переворота.
Новая конституция, утверждающая четвёртую по счёту республику, была принята 2 июня 1991 года. Среди прочего, она предусматривала созвание Собрания Народных Депутатов, содержащее 107 мест (ныне 111). Президент является главой государства, раздаёт министерские портфели и назначает премьер-министра, который при поддержке Собрания выполняет функцию главы правительства. В апреле 2000 года в конституцию были внесены поправки (вступающие в силу с 2005 года), сокращающие президентский срок с 7 до 5 лет и дающие президенту право быть переизбранным только единожды. Законодательная власть принадлежит Национальному Собранию (Assemblée Nationale), имеющему 111 мест. Члены собрания избираются всенародным голосованием на срок в пять лет.
В апреле 2005 президент Компаоре был переизбран на свой третий срок. Он получил 80,3 % голосов, тогда как его ближайший соперник, Беневенде Станислас Санкара, набрал всего 4,9 %. По итогам прошедших в ноябре 2010 года президентских выборов, высший государственный пост снова занял Блез Компаоре (почти 81 % голосов), оставив позади своих главных конкурентов — бывшего дипломата Хаму Арбу Диалло (7,96 %) и известного оппозиционера Беневенде Станисласа Санкара (5,52 %).
В феврале 2011 года смерть студента в полицейском участке спровоцировала волнения в стране, продолжавшиеся до апреля 2011 года. Подавление демонстраций сопровождалось введением войск и расстрелом манифестантов.

## Свержение Компаоре и дальнейшие события
В октябре 2014 года начались демонстрации и беспорядки, быстро распространившиеся на нескольких городов. Основанием для них послужила попытка внесения поправок в конституцию, предусматривающих увеличение срока президентства Компаоре ещё на 5 лет, помимо проведённых им 27 лет на этом посту. После бурных беспорядков 30 октября, в том числе захвата и поджога протестующими парламента и других правительственных зданий, а также штаб-квартиры правящего Конгресса за демократию и прогресс, Компаоре объявил о введении чрезвычайного положения, роспуске правительства и парламента.
31 октября 2014 года Компаоре по местному радио и телевидению заявил об отмене ЧП и своей отставке, сказав «я услышал сигнал. Я открыт для переговоров по поводу переходного периода, после которого власть в стране будет передана новому президенту, избранному демократическим путём» «в период, не превышающий 90 дней». По данным дипломатических источников, после этого он в составе вооружённой автоколонны направился в город По на юге страны, к границе с Ганой.
1 ноября заместитель главы президентской гвардии полковник Исаак Зида в телеобращении заявил о взятии на себя роли главы государства, сказав, что «гражданские и вооружённые силы решили взять судьбу народа в руки», «молодёжь Буркина-Фасо дорого заплатила. Я хочу заверить их, что их стремление к демократическим переменам не будет предано или подвергнуто разочарованию», «я возлагаю на себя обязанности президента и призываю Экономическое сообщество стран Западной Африки и международное сообщество продемонстрировать своё понимание и поддержку новым властям», а «состав переходного органа будет объявлен позже».
17 ноября 2014 года временно исполнять обязанности президента стал Мишель Кафандо. Исаак Зида остался главой переходного правительства. 23 ноября 2014 года, Мишель Кафандо утвердил правительство Исаака, в котором Зида, кроме поста премьер-министра, занял пост министра обороны.
В августе 2015 года в стране начался мятеж исламистов, продолжающийся до настоящего времени.
16 сентября 2015 года М. Кафандо и И. Зида были смещены в результате военного переворота и помещены под арест. 18 сентября Совет национальной демократии освободил Кафандо. 23 сентября Кафандо и его правительство официально вернулись к исполнению своих обязанностей.
На президентских выборах 29 ноября 2015 года победил Рок Каборе, который через месяц вступил в должность. В ноябре 2020 года Каборе был переизбран на второй срок.

## Перевороты 2022 года
24 января 2022 года в стране произошёл переворот. Военным, поднявшим мятеж, за сутки удалось взять территорию государства под контроль, президент страны Рок Марк Кристиан Каборе был отстранен от власти, правительство и парламент распущены. По официальном сообщениям, захват власти был проведен бескровно. 
31 января 2022 года руководитель мятежников подполковник Поль-Анри Сандаого Дамиба был объявлен президентом страны. Одновременно Дамиба стал главнокомандующим вооруженными силами Буркина-Фасо.
30 сентября 2022 года в Буркина-Фасо произошёл ещё один военный переворот, в результате которого временный президент Дамиба был свергнут. Ибрагим Траоре занял пост временного лидера.